# Petro Chelest
Petro Ioukhymovytch Chelest (en ukrainien : Петро Юхимович Шелест – né le 14 février 1908 et décédé le 22 janvier 1996) est un homme politique ukrainien de la République socialiste soviétique d'Ukraine. Il fut premier secrétaire du Comité central du Parti communiste d'Ukraine, membre du Politburo du Parti communiste de l'Union soviétique et député à la Verkhovna Rada de la RSS d'Ukraine.

## Biographie
Petro Chelest naît en 1908 dans une famille de paysans ukrainiens d'ascendance cosaque, dans un village des environs de Kharkiv. Il entre au Parti communiste pansoviétique (bolchevik) en 1928. Il sort diplômé de l'Institut de métallurgie de Marioupol en 1935. Il sert dans l'Armée rouge de 1936 à 1937, et devient secrétaire du parti communiste à Kharkiv de 1940 à 1941.
Entre 1943 et 1954, Chelest dirige plusieurs usines à Leningrad et à Kiev, notamment dans l'aéronautique.
En 1962, il est élu au Comité central du Parti communiste d'Ukraine. Il en devient le premier secrétaire l'année suivante, poste qu'il occupe jusqu'en 1972. Sous son mandat et grâce à son soutien prudent vis-à-vis du pouvoir central, il y a en Ukraine une résurgence de la culture et de la langue ukrainienne.
Il est décoré du titre de héros du travail socialiste en 1968. Dans un ouvrage intitulé Notre Ukraine Soviétique, Chelest glorifie l'histoire passée de l'Ukraine, la culture et le développement. Le pouvoir soviétique à Moscou n'apprécie pas ce penchant vers le nationalisme, contraire aux principes constitutionnels de l'URSS.
En 1972, Chelest devient vice-président du Conseil des ministres de l'URSS (Sovmin). Il doit se retirer de la vie politique en 1973, sous la pression de Léonid Brejnev, du fait de son image de « patriote ukrainien », et n'est pas autorisé à retourner en Ukraine. Il continue cependant à travailler dans une usine.
Chelest salue la proclamation de l'indépendance de l'Ukraine en 1991. En 1995, il publie ses mémoires (Да не судимы будете). Il est enterré au cimetière Baïkov, à Kiev. Son épouse est décédée en 2007.

## Sources
- (en) Cet article est partiellement ou en totalité issu de l’article de Wikipédia en anglais intitulé « Petro Shelest » (voir la liste des auteurs).